# Számos pasas
A Számos pasas (eredeti cím: What's Your Number?)  2011-ben bemutatott romantikus filmvígjáték, melyet Mark Mylod rendezett. A történet Karyn Bosnak 20 Times a Lady című könyvén alapszik. A főbb szerepekben Anna Faris és Chris Evans látható. 

## Rövid történet
Egy fiatal nő arra a tizenkilenc férfira gondol, akikkel kapcsolata volt az életében, és azon tűnődik, vajon az egyikük lehet-e az ő egyetlen igaz szerelme?

## Cselekmény
A Bostonban élő Ally Darling harmincas nő, aki küzd azért, hogy jobb döntéseket hozzon az életében. A barátja, Rick szakít vele, amikor megkéri, hogy vegyen részt a nővére, Daisy esküvőjén, majd elbocsátják. A hazafelé tartó metrón Ally rábukkan egy női magazin, a Marie Claire „Hány férfival voltál?” című cikkére, amely szerint azok a nők, akiknek húsznál több szeretőjük van életük során, nehezen találnak férjet. A cikkből megtudja, hogy az országos átlag 10,5. 
Otthon elkezdi összeszámolni a kapcsolatait, akikkel lefeküdt, és rájön, hogy már 19-nél tart. A cikk szerint 20-ig biztosan megtalálja a nő az igazit. Ez arra az elhatározásra készteti, hogy addig nem szexel senkivel, amíg ezt meg nem találja. A fogadkozás mindössze néhány óráig érvényes, mert amikor Daisy lánybúcsúja után felébred, és rájön, hogy részegen összejött a volt főnökével, Rogerrel.
A kínos konfrontáció elkerülése reményében Ally beengedi zenész szomszédját, Colin Sheát a lakásába, hogy Roger távozzon. Kiderül, hogy Colin csak azért ment át hozzá, hogy elkerülje a lányt, akivel éppen lefeküdt, mert nem akar elvárásokat támasztani a nőkkel, akikkel találkozik.  Ally úgy gondolja, hogy az eddigi kapcsolatai között lehet „az igazi”, ezért úgy dönt, hogy megkeresi őket. A címek és telefonszámok keresésében segít neki a házban lakó fiatal férfi szomszédja, Colin Shea. Colin egy nőfaló és már több mint 300 nővel volt együtt.
Ally ezután összefut „Gusztustalan” Donalddal, az egykor túlsúlyos volt barátjával, aki most sikeres és vonzó és menyasszonya van. 
A dolgok nem úgy alakulnak, ahogy Ally remélte, egytől egyig eszébe jut, hogy miért nem működött a dolog mindegyikükkel. Ez attól kezdve, hogy az egyik a szakításuk óta ugyanabban a munkakörben dolgozik, egészen addig, hogy a másik britnek tettette magát. 
A sikertelen találkozók után Ally depressziós lesz, és egy éjszakát beszélgetéssel tölt Colinnal, ami abban csúcsosodik ki, hogy egyre közelebb kerülnek egymáshoz, és majdnem szexelnek. A lány megállítja a férfit, de úgy dönt, hogy elviszi randevúzni Daisy esküvőjére. 
Daisy és Ally barátai aggódnak, hogy a lány belezúgott a férfiba, figyelmeztetik és emlékeztetik őt a férfi promiszkuitására. Később dühösen veszi tudomásul, hogy Colin megtalálta Jake Adams elérhetőségét, de nem adta oda neki, mert azt gondolta, hogy össze fognak jönni, és ezen összevesznek.
Ally sikeresen felveszi a kapcsolatot Jake-kel, és újra randizni kezdenek. Elviszi a férfit a nővére esküvőjére, míg Colin és zenekara egy másik esküvőn lép fel. A fogadáson az apjával táncolva a férfi ráébreszti, hogy a boldogsága abban rejlik, hogy önmaga lehet. (Nem pedig az anyjának megfelelni, aki azt akarja, hogy menjen hozzá Jake Adamshez.) Jake-kel táncolva Ally bevallja Jake-nek a „számát”, mire a férfi, azt gondolván, hogy a lány viccel, undorát fejezi ki a gondolatra. 
Ally hamar rájön, hogy az igazi érzései Colin irányába mutatnak, ő és Jake összeférhetetlenek, ezért szakít vele. Ezzel félreteszi (elvileg) a számokkal kapcsolatos félelmeit. 
Ally ezután számos esküvői helyszínt felkeresve járja a várost, hogy megtalálja Colint, és bevallja neki az érzéseit.
Másnap reggel Colinnal ébredve Ally egy régi kalandjától kap egy hívást, amelyben közli vele, hogy valójában nem feküdtek le egymással. Ally örül annak, hogy Colin valóban a huszadik és utolsó (folyamatban lévő) férfi, akivel valaha is együtt lesz.

## Szereplők
| Szerep             | Színész              | Magyar hang        |
| ------------------ | -------------------- | ------------------ |
| Ally Darling       | Anna Faris           | Molnár Ilona       |
| Colin Shea         | Chris Evans          | Welker Gábor       |
| Daisy Darling      | Ari Graynor          | Spilák Klára       |
| Ava Darling        | Blythe Danner        | Menszátor Magdolna |
| Mr. Darling        | Ed Begley, Jr.       | Tarján Péter       |
| Eddie Vogel        | Oliver Jackson-Cohen | Zámbori Soma       |
| Jake Adams         | Dave Annable         | Szabó Máté         |
| Eileen             | Heather Burns        | Huszárik Kata      |
| Shelia             | Eliza Coupe          | Dögei Éva          |
| Jamie              | Tika Sumpter         | Bogdányi Titanilla |
| Roger              | Joel McHale          |                    |
| Disgusting Donald  | Chris Pratt          | Sörös Miklós       |
| Cara Perry         | Denise Vasi          |                    |
| Rick Perry         | Zachary Quinto       |                    |
| Dave Hansen        | Mike Vogel           |                    |
| Simon              | Martin Freeman       | Seder Gábor        |
| Gerry Perry        | Andy Samberg         | Láng Balázs        |
| Dr. Barrett Ingold | Thomas Lennon        |                    |
| Tom Piper          | Anthony Mackie       |                    |
| Jay                | Aziz Ansari          |                    |

## Fogadtatás

### Bevételi adatok
A film első heti bevétele 5 421 669 dollár volt, ezzel a 8. helyen állt. Országos bevétele 14 011 084 dollár volt a második hónap végére. Világszerte 30 426 096 dollár összbevételt ért el.

### Kritikai visszhang
A filmkritikusok véleményét összegző Rotten Tomatoes 24%-ra értékelte 105 vélemény alapján.
A súlyozott átlagot számító Metacritic 35/100-ra értékelte 31 filmkritikus véleménye alapján.

## Fordítás
Ez a szócikk részben vagy egészben  a   What's Your Number? című angol Wikipédia-szócikk fordításán alapul.  Az eredeti cikk szerkesztőit annak laptörténete sorolja fel. Ez a jelzés csupán a megfogalmazás eredetét és a szerzői jogokat jelzi, nem szolgál a cikkben szereplő információk forrásmegjelöléseként.